# Sheila Sri Prakash

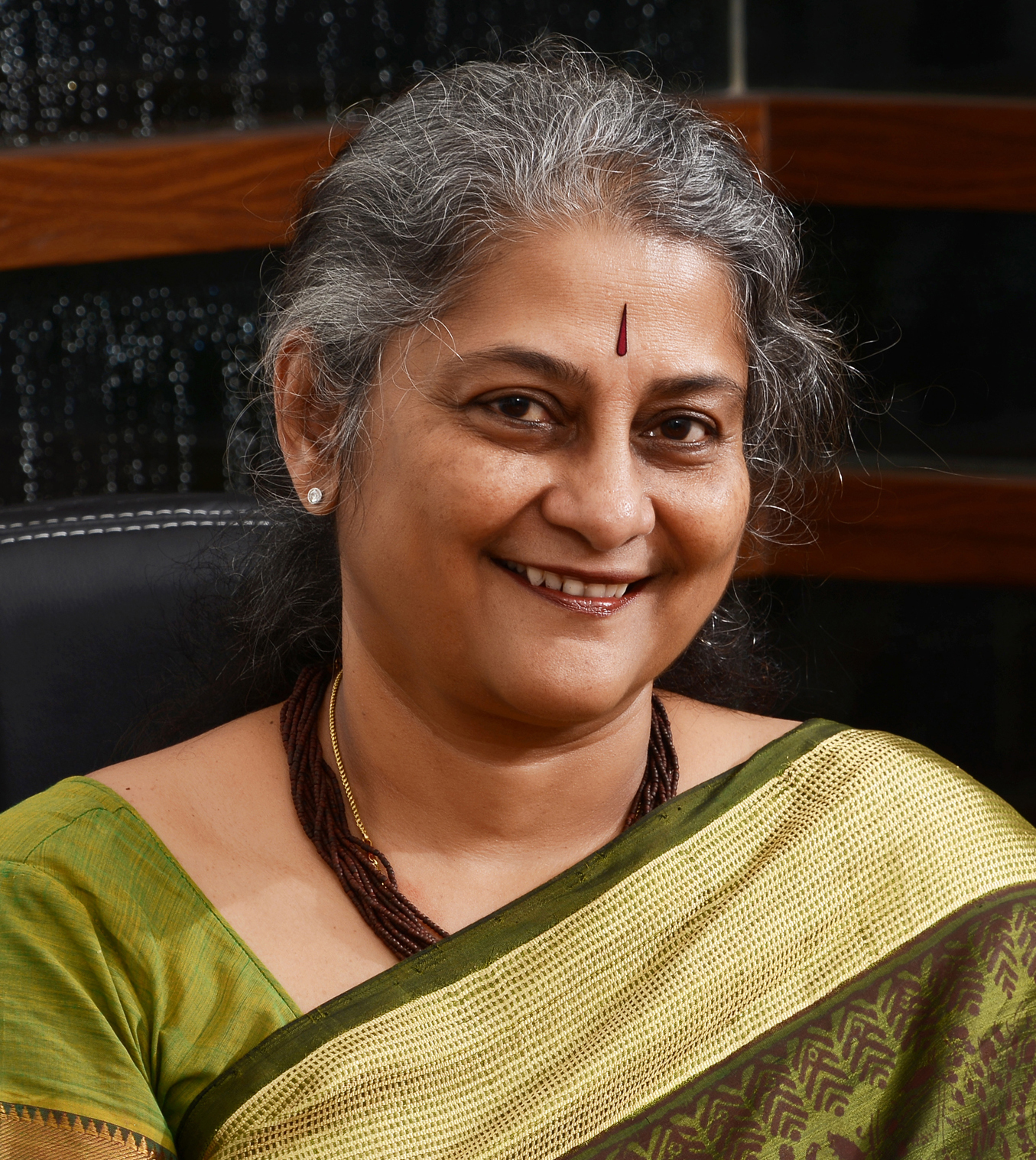
Sheila Sri Prakash 2013

Sheila Sri Prakash (Hindi शीला श्रीप्रकाश; geboren als Sheila Pathy 6. Juli 1955 in Bhopal, Indien) ist eine indische Architektin und Stadtplanerin. Sie ist die erste Frau in Indien, die mit dem Architekturbüros Shilpa Architects ihr eigenes Architekturbüro gegründet und betrieben hat. 2011 wurde sie auf das Weltwirtschaftsforum eingeladen.

## Leben

### Jugend

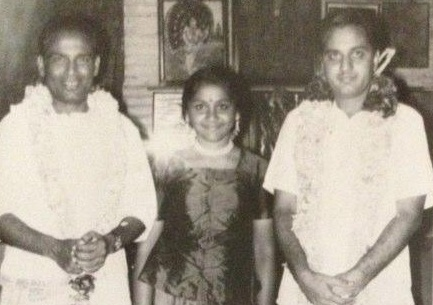
Kumari Sheila mit Guru Dhandayudha Pani Pillai und dem Musiker Chitti Babu, 1968

Sheila wurde als einziges Kind von Oberstleutnant G. K. S. Pathy, einem Offizier der indischen Armee, und S. Thangamma geboren.
Als Kind wurde sie in klassischem indischen Tanz, Musik und Kunst ausgebildet. Mit vier Jahren begann sie, Bharatanatyam zu lernen, und 1961 hatte sie ihr Bühnendebüt (Arangetram). Padma Bhushan Dhanvanthi Rama Rau nannte sie ein Wunderkind. Sheila zeigte ihr Talent als Bharatanatyam- und Kuchipudi-Tänzerin und spielte auch das Saiteninstrument Veena. Über einen Zeitraum von fast zwei Jahrzehnten trat sie als Bharatanatyam- und Kuchipudi-Tänzerin auf. Ihre Familie zog nach Chennai, um ihr die Möglichkeit zu geben, von Sri Dandayudha Pani Pillai in Bharatanatyam ausgebildet zu werden. Sie war auch eine Schülerin von Vempati Chinna Satyam und trat als Hauptfigur in mehreren seiner Tanzdramen auf. Neben Tanz und Musik übte sie sich auch in Malerei und Bildhauerei.
Als Veena-Künstlerin komponierte sie und gab mit ihrem Veena-Lehrer Chitti Babu Radha Madhavam Konzerte.

### Ausbildung
Pathy besuchte die Rosary Matriculation School in Chennai und erwarb einen voruniversitären Abschluss am Stella Maris College in Chennai. Sie hatte herausragende Schulnoten in Chemie, wählte aber dennoch Architektur als Studienfach. 1972 schrieb sie sich an der School of Architecture and Planning der Anna University in Chennai ein und schloss 1977 mit dem Bachelor in Architektur ab – zu einer Zeit, als es noch massive Vorurteile gegen Frauen in diesem Beruf gab.
2005 nahm sie am Executive Education Program der Harvard Graduate School of Design teil.

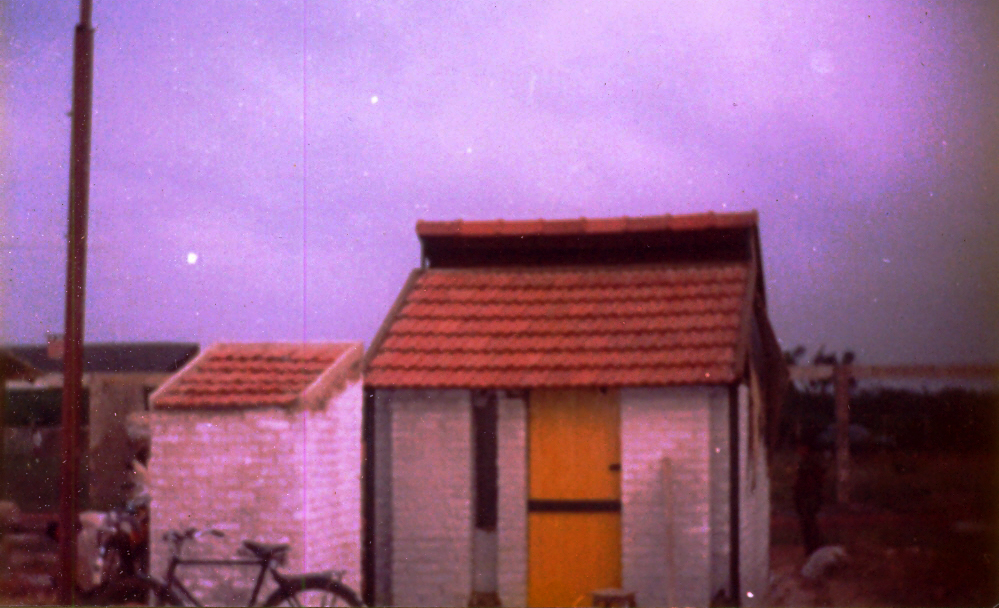
Reciprocal House, ein Modellhaus für Obdachlose

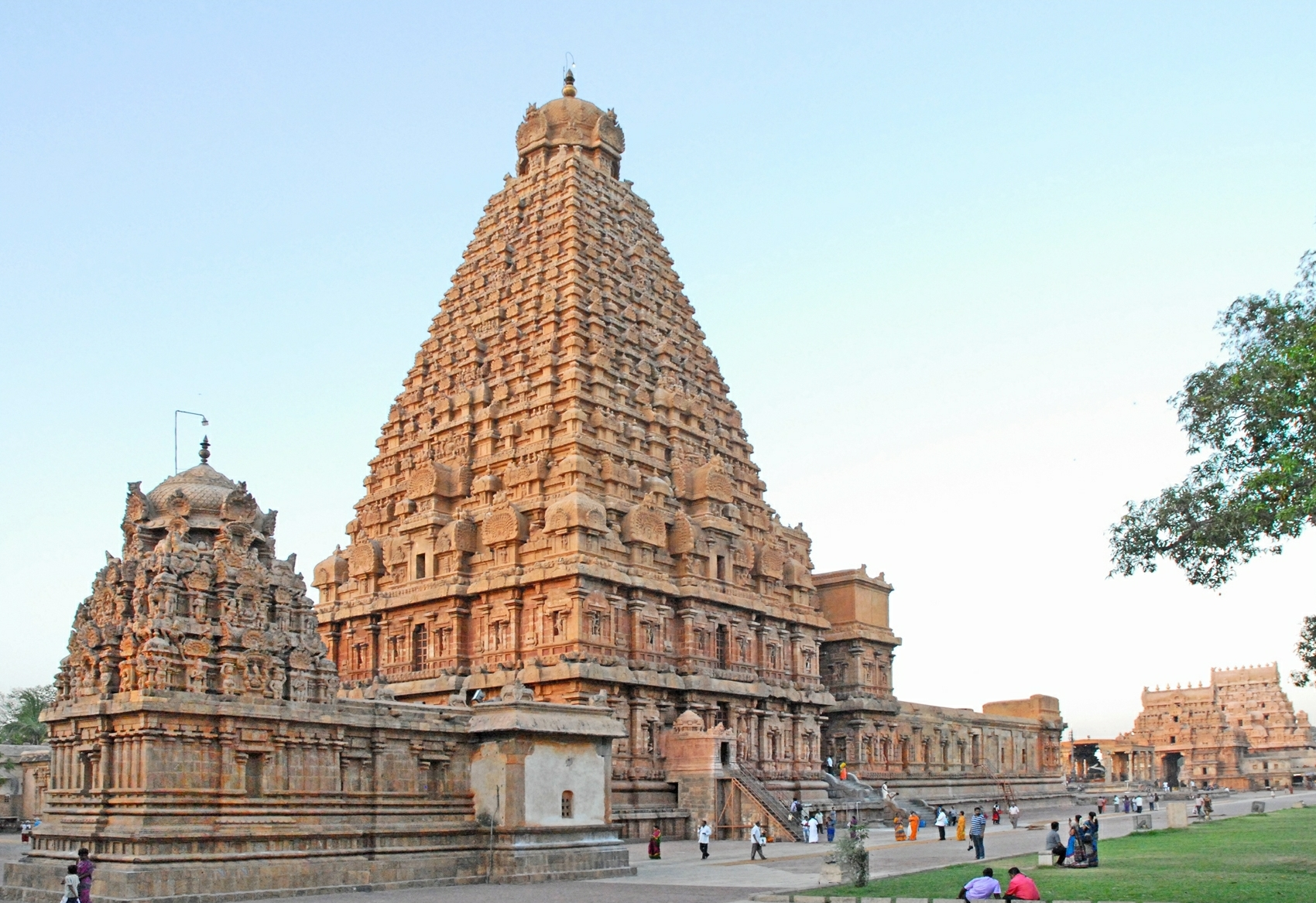
Der Brihadishwara Tempel

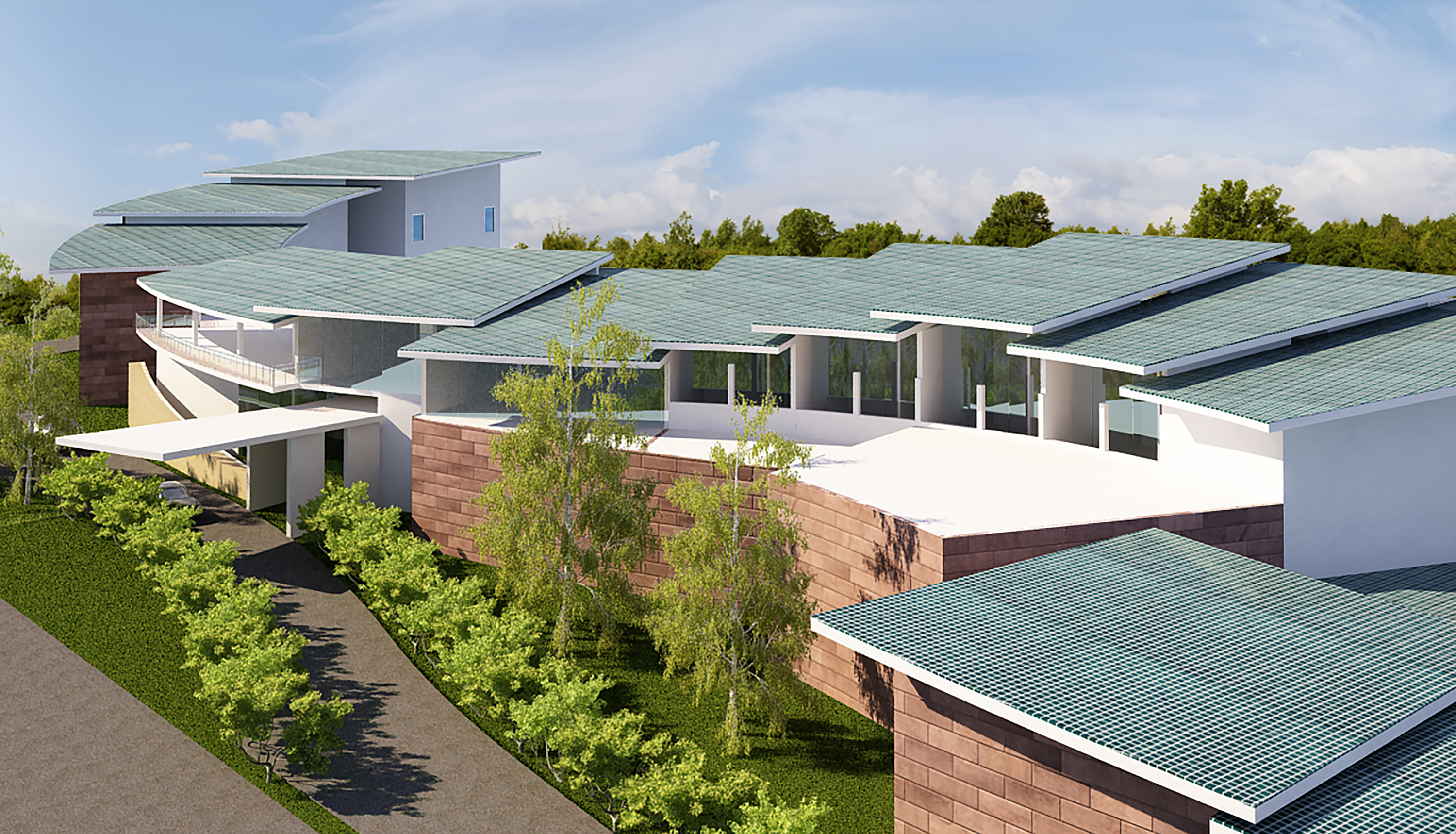
MWC (Mahindra) Clubhaus

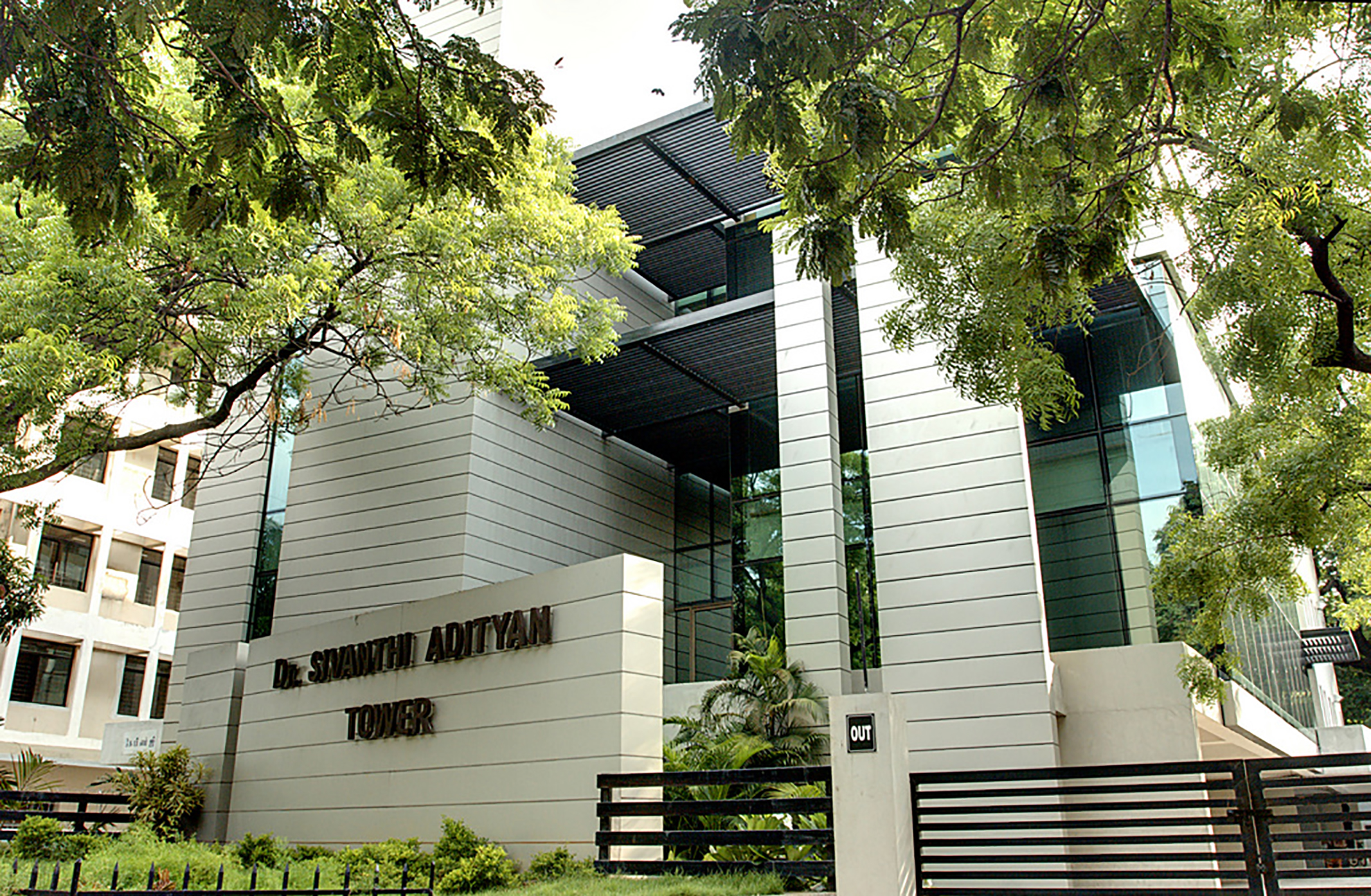
Hochhaus in Nungambakkam, Chennai

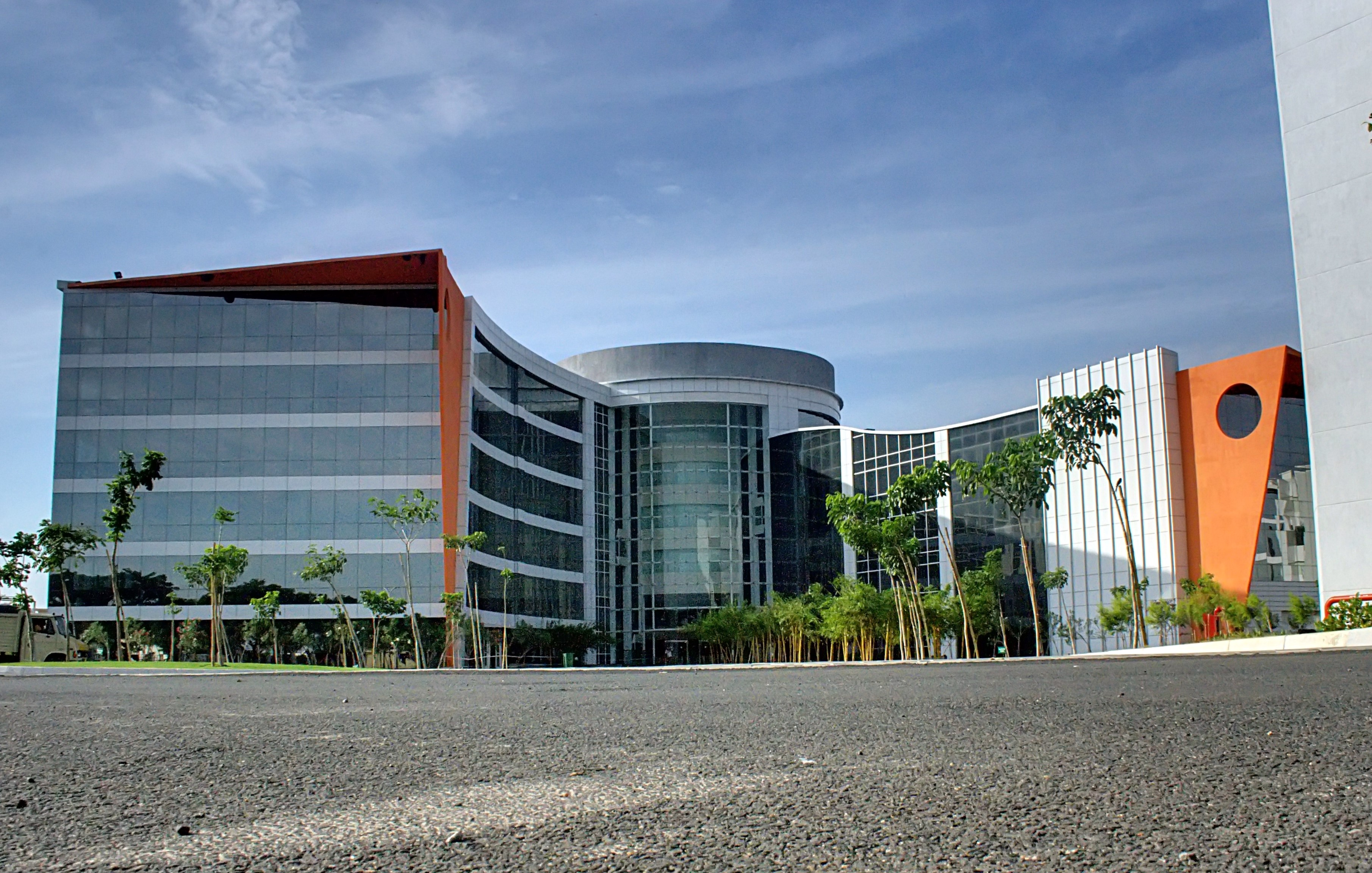
Infosys Technologies in Mahindra World City bei Chennai

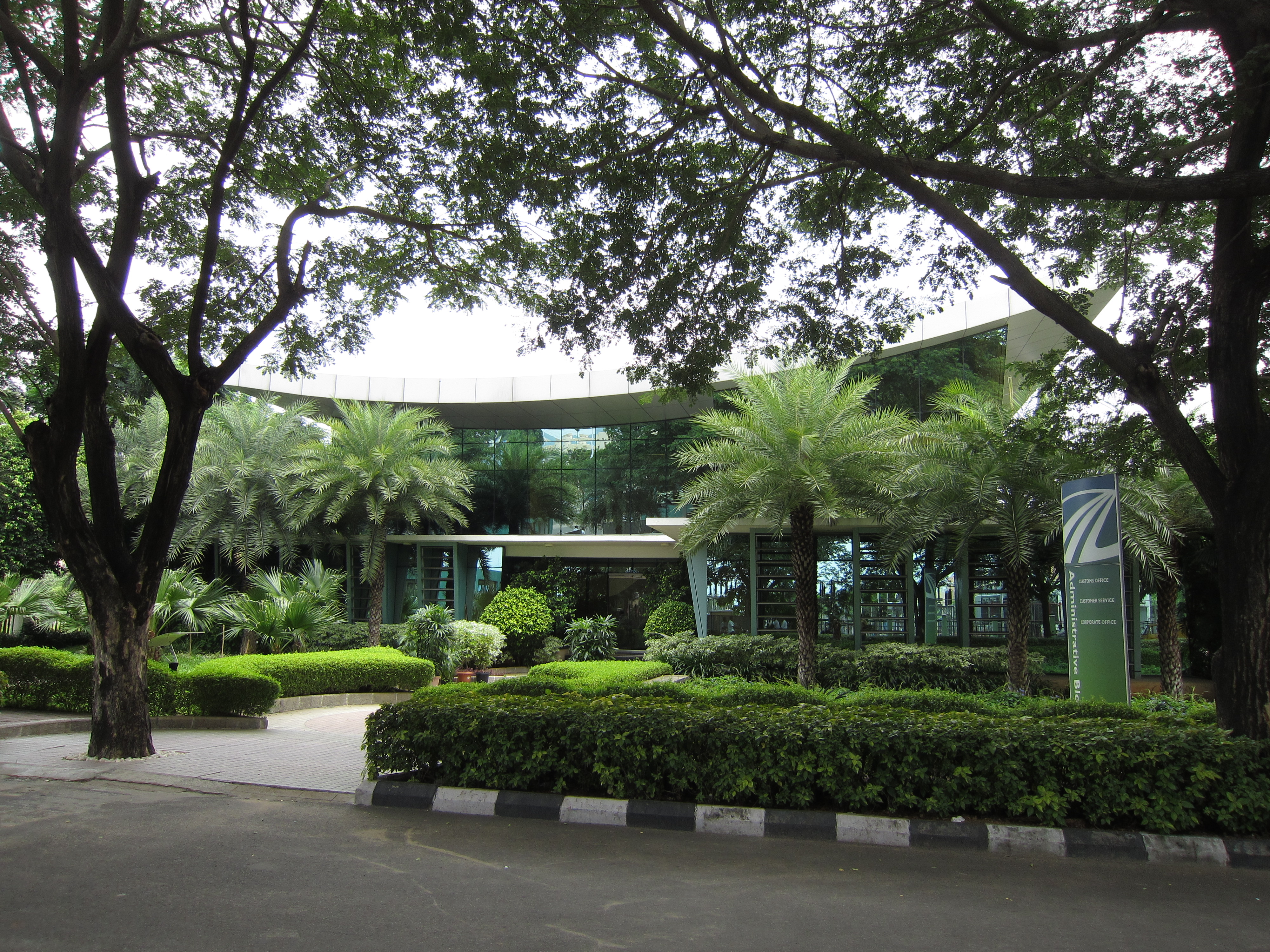
MWC Zollgebäude

### Shilpa Architects
1979 gründete Prakash ihr eigenes Architekturbüro Shilpa Architects in Chennai. Die ersten Jahre musste sie sich als Frau gegen Widerstände behaupten. Von einem kleinen Büro entwickelte sie Shilpa Architects jedoch nach und nach zu einem Unternehmen mit 50 Mitarbeitern.
1987 wurde Prakash von der Weltbank eingeladen, ein kostengünstiges Wohnhaus für sozioökonomisch benachteiligte Menschen zu entwerfen. So entstand das Modellhaus „Reciprocal House“. Das Architekturbüro entwickelte im Laufe der Zeit eine große Bandbreite an architektonischer Expertise: von energieeffizienten Geschäftsgebäuden, Bungalows, Wohnanlagen, Industrieanlagen, Kunstmuseen, Sportstadien, Bildungszentren und Luxushotels bis hin zu öffentlicher Infrastruktur. Prakash hat über 1200 architektonische Projekte entworfen und fertiggestellt, von denen viele dafür bekannt sind, dass sie sich bei ihren Entwürfen von der Kunst, der Kultur und dem Erbe der Region inspirieren ließ.
Das Architekturbüro beschäftigt viele Frauen. Ihre Tochter ist als Architektin und Stadtplanerin Partnerin bei Schilpa Architects.

### Brihadisvara Tempel
Im Jahr 2012 wurde Prakash vom Archaeological Survey of India (ASI) mit der Restaurierung des Brihadisvara-Tempels in Thanjavur beauftragt. Dies war der erste bedeutende Versuch, dieses von der UNESCO zum Weltkulturerbe erklärte Monument zu restaurieren, nachdem ein strenges Verfahren zur Bewertung der technischen und gestalterischen Vorschläge durchgeführt wurde. Der Entwurf von Shilpa Architects wurden vom Archaeological Survey of India (ASI) unter mehr als 100 internationalen Vorschlägen für das Projekt ausgewählt.
Die Restaurierungsarbeiten umfassten die Erforschung und das Studium der Originalarchive, die bis 950 n. Chr. zurückreichen, um die Techniken der alten indischen Ingenieurskunst zu entschlüsseln.
Während die baulichen Maßnahmen noch nicht abgeschlossen sind, wurden die umliegenden Einrichtungen durch Beleuchtung und Beschilderung für Gläubige und Besucher verbessert. Die Beleuchtung des Denkmals soll die natürliche Farbe des Steins zusammen mit den skulpturalen Formen, die alle Ecken des Tempels schmücken, hervorheben.

### Projekte
Einige ihrer architektonischen Entwürfe sind in der Mahindra World City in New Chennai, dem Madras Art House im Künstlerdorf Cholomandal, der Kuchipudi Art Academy in Chennai, dem Bahnhof Paranur und dem von der Weltbank finanzierten städtischen Wohnungsbauprogramm im Jahr des Schutzes der Obdachlosen zu sehen. Sie setzte die Prinzipien von Bharatanatyam, klassischer indischer Musik, Bildhauerei und Architektur in preisgekrönten Projekten um. 1993 entwarf sie ein Haus in Chennai aus recycelten Materialien und leistete Pionierarbeit mit einem System zur Regenwassersammlung. Dieses System wurde 2003 vom Bundesstaat Tamil Nadu zur Pflicht gemacht. Es wurde in ganz Indien als die wirksamste und kostengünstigste Lösung zur Bewältigung der Krise aufgrund der Erschöpfung der Süßwasserquellen in Indien bekannt gemacht. Sie kombinierte landestypische und traditionelle Techniken mit zeitgenössischem Design.
Shilpa Architects, haben in letzter Zeit an mehreren Projekten gearbeitet, die mit LEED-Platin ausgezeichnet wurden. Weitere Projekte sind das HITEX-Ausstellungszentrum in Hyderabad und das South City Township von Larsen & Toubro, eine Wohnsiedlung mit etwa 4000 Wohnungen. Ein weiteres großes Wohnbauprojekt befindet sich in der Mahindra World City, das kommende Taj 5-Sterne-Strandresort in der Nähe von Pondicherry, der erste mit Platin ausgezeichnete Bürokomplex des Bundesstaates Tamil Nadu für Cethar Vessels, ein Bürogebäude für die HDFC Bank sowie der regionale Hauptsitz für die State Bank of India. Sie hat für OBO Bettermann in Indien eine große Produktionsanlage und ein Lagerhaus entworfen und arbeitet derzeit eine Fabrik für den branchenführenden Hersteller von Technologie-Hardware Flextronics. In Chennai errichtete sie 2005 die Wohnsiedlung XS Pallava Heights.

### Lehrtätigkeiten
Sheila Sri Prakash nimmt regelmäßig als Jurorin oder Expertin an universitären Wettbewerben auf der ganzen Welt teil. Im Jahr 2002 war sie Gastwissenschaftlerin an der Ball State University und sie war auch Gastdozentin an der Leibniz Universität Hannover.
Außerdem wurde sie für eine dreijährige Amtszeit in den Hochschulrat der School of Architecture and Planning, einer Fakultät der Anna University in Chennai berufen. Der Hochschulrat nimmt Einfluss auf den Lehrplan, die Ernennung der akademischen Führungskräfte und die wichtigsten Initiativen der Einrichtung.

### Weiteres Engagement
2011 wurde sie als erste indische Architektin Mitglied in dem Global Agenda Council on Design Innovation des Weltwirtschaftsforums, einem 16-köpfigen Team aus internationalen Experten für Design und Innovation. Im Rahmen ihrer Tätigkeit für das Forum entwickelte sie den „Reciprocal Design Index“, der Parameter und Messgrößen für nachhaltiges Design enthält.
Prakash rief das Reciprocity Wave Movement ins Leben, einen Kunst- und Designwettbewerb, der das Bewusstsein für ganzheitliche Nachhaltigkeit schärfen soll. Das zweite Reciprocity Wave Event in Chennai wurde in Zusammenarbeit mit den Chennai Super Kings aus der Indian Premier League durchgeführt. Shilpa Architects haben bereits drei solcher Festivals durchgeführt, zwei davon in Chennai und eines in Bangalore.
Prakash ist die Gründerin der Reciprocity Foundation, die Forschung betreibt, Seminare, Veranstaltungen, Projekte und Konferenzen organisiert und finanziert, um Designlösungen zu entwickeln, die zur Schaffung eines leistungsfähigen Ökosystems beitragen. Sie entwickelte die Architekturtheorie von der Wechselwirkung zwischen Design und Mensch. Ihre Arbeit im Gesundheitswesen und in der Freizeit-, Wellness- und Hotelbranche, untersucht die Auswirkungen der gebauten Umwelt auf das menschliche Verhalten durch Stadtplanung, Architektur und Soziologie.
Prakach hält eine Reihe von Patenten. So hat sie 1988 etwa eine monolithische Polyethylen-Kammer entwickelt, um die Verunreinigung von Trinkwasserleitungen durch beschädigte Abwasserkanäle in urbanen Ballungszentren zu verhindern. Sie arbeitet mit dem Gesundheitsamt zusammen an einem Umleitungssystem von Abwasserleitungen.
Prakash engagiert sich bei Zonta International, einer Organisation, die sich zum Ziel gesetzt hat, den Status von Frauen auf der ganzen Welt zu verbessern. Sie war Gebietsleiterin von Zonta International für ihren Distrikt und nahm an internationalen Veranstaltungen teil.

### Privates
Noch während ihres Studiums heiratete Sheila Pathy 1974 den Chemiker Sri Prakash. Die beiden bekamen zwei Kinder, den Jungen Bhargav und das Mädchen Pavitra.

## Preise und Ehrungen
- 2012: Unter den Top 100 der einflussreichsten Architekten der Welt gemäß der italienischen Zeitschrift Il Giornale dell'Architettura[1]
- 2015: Unter den 50 einflussreichsten Namen in Architektur und Design gemäß der Zeitschrift Architectural Digest und als „Erneuerer“ aufgeführt, weil sie ein „beeindruckendes Vermächtnis“ und ein „inspirierendes Büro, das Gesellschaften und nicht nur Gebäude oder Städte entwirft“ aufgebaut habe.[37]
- 2015: Auszeichnung mit dem Honourable Architect Award des Indian Institute of Architects (Oktober 2015)[38]
- 2017: Bene Merenti Award der Universität für Architektur und Stadtplanung Ion Mincu 2017[39]
- 2019: Nachhaltigkeitschampion des Jahres 2019[40]
- 2019: Auszeichnung von Builders, Architects and Building Materials (BAM) in Zusammenarbeit mit der Confederation of Indian Industry für ihr Lebenswerk[41][42]
- 2021: Aufnahme in die Liste der „9 Architektinnen, die die Zukunft gestalten“ des Magazins Travel+Leisure von Time Inc.[43]